# Body působení

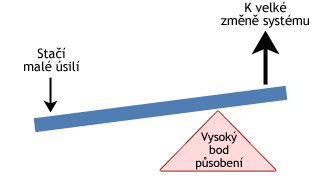
Při výběru správného bodu působení stačí malé úsilí k velké změně systému

 Body působení (pákové body)  jsou místa v (komplexním) systému, u kterých malá změna může
způsobit podstatnou změnu v samotném systému.
Páka (v systémovém pojetí) je poměr změny na výstupu ku změně na vstupu. Pak bod působení je místo v systému, kde je možné systém efektivně ovlivnit.

## Nízké a vysoké body působení
Nízký bod působení  je místo v systému, kde malá změna vyvolá také malou změnu v chování systému.
 Vysoký bod působení  je místo v systému, kde malá změna vyvolá velkou změnu v chování systému.
Rozlišením bodů působení podle jejich síly se zabývá Donella Meadows ve svém článku Dvanáct bodů působení pro zásah do systému.
Vzorec pro výpočet pákového efektu je: páka = změna na výstupu / změna na vstupu.

## Příklady bodů působení
Pěkným příkladem bodu působení je změna kurzu lodi. Budeme-li chtít změnit kurz lodi tím, že budeme tlačit na jednu její stranu, bude to vyžadovat značné úsilí, abychom dosáhli kýženého cíle. Budeme-li však působit na správný bod působení – kormidlo, bude k dosažení stejného výsledku nutný pouze zlomek vynaloženého úsilí oproti přímému působení na bok lodi.
Jiným příkladem může být rozjezd automobilu. Přímé působení zde může reprezentovat tažení či tlačení automobilu. Působení prostřednictvím bodů působení je sešlápnutí plynového pedálu.
Při působení na příznivý bod působení ovlivní malá lokální změna systém natolik, že se následně chová mnohem lépe (ve smyslu chtěné změny). Pouze užití správných bodů působení může vyřešit problém v složitém komplexním sociálním systému, protože při použití nižších bodů působení nemusí být rezistence systému (dána negativními zpětnými vazbami) nikdy překonána.

## Body působení a systémová dynamika

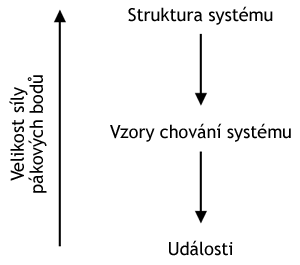
Velikost síly pákových bodů působících na systém při různém stupni analýzy systému.

Body působení jsou součástí systémového myšlení a systémové dynamiky. Svět je tvořen různými systémy (počítač, firma, lidské tělo, celý svět, atd.) a většina z nich jsou systémy komplexní. Systémová dynamika se věnuje právě komplexním (dynamickým) systémům a především možnostem, jak takové systémy správně ovlivňovat. Člověk, když řeší nějaký problém, uvažuje jeho příčiny a ty se pak snaží odstranit či nějakým způsobem determinovat. Případně, při detailnějším pohledu, hledá určité vzory chování systému reprezentované sekvencí událostí a následků. Řešení problému má poté podobu „tvrdého“ působení na prvek systému, jenž problémovou událost vyvolal. Ne vždy však tento způsob vede ke zdárnému řešení problému. Neboť ke každé události můžeme nalézt další událost, která ji způsobila.
V komplexních systémech totiž ovlivnění jedné události druhou vede často zpět k původní události, která pro nás znamená problém. Dochází tedy k vzniku zpětných vazeb (pozitivních či negativních). Síla bodů působení závistí na tom, jak jsme schopni systém zanalyzovat, pochopit zákonitosti, které v systému panují a nalézt příslušné zpětné vazby či namodelovat zkoumaný systém (viz obrázek). To umožňuje následnou identifikaci bodů působení.

## Systémové archetypy
Systémové archetypy jsou opakující se struktury, které se vyskytují v dynamických systémech, reprezentujících určitou oblast lidského chování. Opakující se struktury znamenají opakující se dynamické smyčky, tedy pozitivní a negativní zpětné vazby a jejich vzájemná propojení. Struktury se v tomto pojetí týká především klíčových vztahů (mezi hlavními proměnnými jako je populace, přírodní zdroje, technické nápady apod.) ovlivňujících chování v čase. Systémové archetypy ukazují, že ne všechny problémy jsou nové, jedinečné. Systémové archetypy odhalují jednoduchost, která se skrývá za komplexností v oblasti řízení.
Cílem systémových archetypů je změnit náš způsob vnímání, abychom dokázali lépe vidět struktury a najít způsob, jak v nich dosáhnout obrat, vidět struktury, které nejsou očividné, ale jsou základem pro pochopení komplexních situací.
Existuje jedenáct základních systémových archetypů: 
1. Archetyp Samoposilující se chování
2. Archetyp Cílové chování
3. Archetyp Meze růstu
4. Archetyp Eskalace
5. Archetyp Přesun břemene
6. Archetyp Nápravy, které se vymstí
7. Archetyp Eroze cílů
8. Archetyp Růst a nedostatečné investice
9. Archetyp Náhodní protivníci
10. Archetyp Úspěch úspěšným
11. Archetyp Tragédie společného

Všechny archetypy se skládají z těchto základních součástí: 
- stupňovaná zpětná vazba (pozitivní)
- vyrovnávací procesy (negativní)
- časové zpoždění.

## Archetypy a body působení

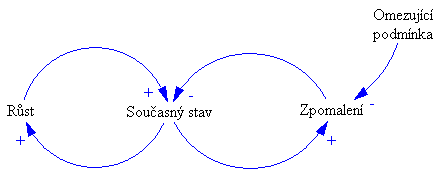
Působení Růstu spolu se Současným stavem umožňuje větší nárůst Současného stavu. Jak Současný stav narůstá, setkává se s limitující situací – Omezující podmínkou. Výsledkem je Zpomalení. Tato následně působí na Současný stav tak, že omezuje růst nastartovaný akcí Růstu.

### Archetyp Meze růstu
Archetyp Meze růstu představuje situaci, kdy ze začátku dochází ke stupňovanému procesu zlepšování, který určitou dobu působí sám na sebe (pozitivní zpětná vazba). Po dosažení omezující podmínky však narazí na vyrovnávací nebo stabilizační proces (negativní zpětná vazba), který růst omezuje. Když k tomu dojde tempo růstu se zpomaluje nebo se dokonce úplně zastaví.
Řešení problému omezeného růstu spočívá v nalezení bodů působení. Většina lidí reaguje na tuto situaci tím, že zintenzivní úsilí, které vedlo k růstu. Vyrovnávací proces však tomuto úsilí zabrání. Bodem působení je zde vyrovnávací proces, resp. omezující podmínka. Jestliže se tento vyrovnávací proces odstraní, nebrání nic dalšímu růstu.
Příklad:  High-tech organizace rostou velmi rychle, protože jsou schopné uvádět nové technologie na trh. Jak přibývají nové výrobky a roste jejich kvalita, zvyšují se i tržby organizace, zvyšuje se rozpočet na výzkum a vývoj a roste počet pracovníků ve výzkumu. Nakonec se tento kolektiv techniků a výzkumníků rozroste tak, že je těžké ho obsáhnout. Celá tíha managementu připadne na vedoucí inženýry, kterým potom zůstává méně času na samotný výzkum. Odpoutání nejzkušenějších inženýrů od výzkumu a jejich orientování na řídící práci má za následek prodloužení vývojového cyklu, což v konečném důsledku zpomaluje zavádění nových výrobků na trh.
Bodem působení v tomto příkladu je eliminace managerské práce nejzkušenějších inženýrů.

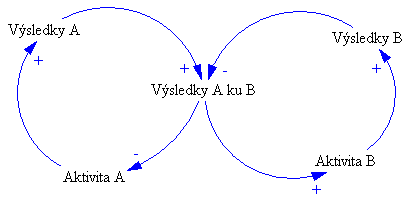
Dosažení relativně lepších Výsledků A ku B motivuje B k větší aktivitě. Větší Aktivita B zlepšuje Výsledky B. Zlepšování Výsledků B znamená relativní zhoršení Výsledků A ku B. To vyvolá větší Aktivitu A. Dodatečná aktivita na straně A zlepšuje Výsledky A. Zlepšení ve výsledcích A také zlepšuje relativní výsledek A : B, a celý cyklus se opakuje.

### Archetyp Eskalace
Archetypy Eskalace představuje situaci, kdy na sebe působí dvě stabilizační procesy, které tím vytvoří jedinou posilující smyčku (tedy stupňovaný proces).
Příklad:  Závody ve zbrojení mezi USA a SSSR během studené války. Závody lze popsat následovně: země A se domnívá, že za závody ve zbrojení může země B a naopak. Stejně tak se ale lze dívat na problém tím způsobem, že země A způsobuje svoji nutnost zbrojit tím, že stimuluje zbrojení v zemi B.
Bodem působení v tomto případě je dohoda obou zemí.

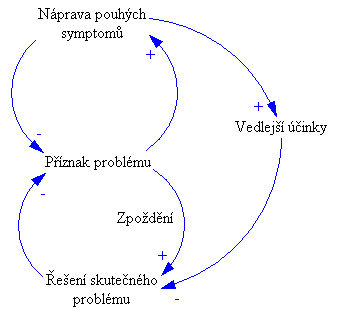
Struktura tohoto archetypu se skládá ze dvou stabilizačních a jedné posilující smyčky. Obě stabilizační smyčky zde fungují jako jedna posilující. Výsledkem je, že se celá struktura posunuje stejným směrem jako posilující smyčka.

### Archetyp Přesun břemene
Archetyp Přesun břemene představuje situaci, kdy v pozadí stojící problém vytváří symptomy, které vyžadují pozornost. Takovým problémem je však těžké se zaobírat buď proto, že je velmi mlhavý, nebo by jeho řešení bylo příliš nákladné a hlavně by se výsledky projevily až se zpožděním. Proto lidé „přesouvají břemeno“ svého problému na jiné. Bohužel tato jednoduchá a rychle účinná řešení (tzv. symptomatická řešení) jen zlepšují vnější příznaky, přičemž hlavní problém zůstává nedotknutý. V pozadí stojící problém se bez povšimnutí zhoršuje, protože jeho symptomy se zdánlivě odstraňují a systém ztrácí jakoukoli schopnost ho vyřešit.
Příklad:  Nedostatek financí firmy, způsobený špatným vedením podniku, je řešen zvyšováním úvěrového zatížení.
Bodem působení u tohoto příkladu je změna vedení firmy.